# 김제 전교비
김제 전교비(金堤 傳敎碑)은 전북특별자치도 김제시에 있는 비석이다. 1974년 9월 27일 전라북도의 유형문화재 제65호로 지정되었다.

## 개요
전교비는 왕의 명으로 이 지역 주민들의 세금을 면하게 해준 사실을 기념하기 위해 세운 비이다.
구 금구현의 일북면과 하서면·초처면 일대는 매년 비만 오면 인근지방의 물이 모두 이곳으로 흘러들어 다리가 떠내려가는 등 고통이 심했다. 또한 관가의 폐단으로 오히려 더 많은 세금이 거치자 이에 왕이 명을 내려 숙종 16년(1680) 이곳에 교지를 내려 세금을 면하게 하였다.
옆에 있는 또 하나의 비는 세금을 거두었던 사감을 내쫓고 폐단을 척결한 현령 이순익에 대한 감사의 뜻으로 주민들이 세운 것이라고 한다.
2기 모두 파손되어 있던 것을 마을 사람들이 땅에 묻어 보존하였다가, 1971년에 발견하여 1973년 원래의 모습으로 복원해 놓았다.

## 참고 자료
- 김제전교비 - 국가유산청 국가유산포털